# Ghislain Hiance
Ghislain Hiance (Wonck, Bitsingen, 24 juni 1934 – Luik, 19 oktober 2017) was een Belgisch volksvertegenwoordiger en burgemeester.

## Levensloop
Hiance behaalde in het lager secundair technisch onderwijs het diploma van draaier en werkte tot 1970 als handarbeider in de wapenfabriek FN Herstal. Hij werd er hoofdafgevaardigde van de christelijke vakbond CSC. Hij kreeg de gelegenheid opnieuw te gaan studeren en promoveerde tot licentiaat politieke en sociale wetenschappen aan de Université Catholique de Louvain. Hij werd van 1970 tot 1974 adjunct-syndicaal vrijgestelde en interprofessioneel secretaris binnen de CSC en vervolgens adjunct-sociaal bemiddelaar.
Hij werd eveneens politiek actief binnen de christendemocratische PSC en behoorde tot de linkervleugel van deze partij. In zijn geboortedorp Wonck ― toen nog een gemeente in de provincie Limburg, maar na de vastlegging van de taalgrens in 1963 overgeheveld naar de provincie Luik ― raakte hij veranderd in het lokale verenigingsleven. Ook deed hij vanaf 1957 namens de vakbond en de christelijke mutualiteit aan sociaal dienstbetoon in de streek van de Basse-Meuse, waar hij verschillende feitelijke verenigingen en vzw's uit de grond stampte. In 1965 werd Hiance verkozen tot gemeenteraadslid van Wonck, waar hij van 1971 tot 1976 schepen was.
Na de fusie in 1976 met Bitsingen en een paar andere gemeenten, zetelde hij van 1977 tot 1988 als gemeenteraadslid op de oppositiebanken. Na de gemeenteraadsverkiezingen van oktober 1988 kon de PSC een nieuwe meerderheid op de been brengen en werd hij begin 1989 burgemeester van Bitsingen. Hij bleef dit mandaat uitoefenen tot eind 2006 en verliet toen de gemeentepolitiek van Bitsingen. 
Van april 1977 tot december 1978 was Hiance eveneens provincieraadslid van Luik. In december 1978 werd hij voor het arrondissement Luik verkozen in de Kamer van volksvertegenwoordigers, waar hij zetelde tot in november 1981. Als gevolg van de toen bestaande dubbelmandaten zetelde hij gedurende zijn parlementaire mandaat eveneens in de Cultuurraad voor de Franse Cultuurgemeenschap (1979-1980) en de Raad van de Franse Gemeenschap (1980-1981) en de Waalse Gewestraad (1980-1981). In november 1981 niet herkozen, was Hiance vervolgens van 1981 tot 1985 kabinetsadviseur bij vice-eerste minister en minister van Economische Zaken Charles-Ferdinand Nothomb en minister van Begroting Philippe Maystadt. Van 1985 tot 1988 was hij nogmaals provincieraadslid van Luik.
In oktober 1988 kwam Hiance opnieuw in de Kamer terecht als opvolger van Paul-Henry Gendebien, die was aangesteld tot vertegenwoordiger van de Franse Gemeenschap in Parijs. Hij zetelde tot aan de verkiezingen van mei 1995 en kwam zo ook weer in de Waalse Gewestraad en de Franse Gemeenschapsraad terecht. Van 1992 tot 1995 was hij ondervoorzitter van de Waalse Gewestraad, waar hij vanaf oktober 1992 deel uitmaakte van de onderzoekscommissie naar de afvalproblematiek in Wallonië, een kwestie die hem als politiek mandataris van een gemeente dicht bij de grens met Nederland gevoelig lag. In mei 1995 werd hij voor het arrondissement Luik verkozen in het eerste rechtstreeks verkozen Waals Parlement, zodat hij ook in het Parlement van de Franse Gemeenschap terechtkwam. Van 1995 tot 1999 was Hiance secretaris van het Waals Parlement en in 1997 was hij mede-ondertekenaar van een voorstel van decreet om Wallonië te voorzien van een nationaal volkslied. Het werd aangenomen en in juli 1998 werd de Chant des Wallons uitgeroepen tot de Waalse hymne. In juni 1999 werd hij herkozen, maar hij maakte de legislatuur niet vol en trad in april 2001 af als parlementslid om zich exclusief aan het bestuur van zijn gemeente te wijden.  
Daarnaast was Hiance verschillende jaren bestuurder bij de regionale televisiezender RTC Télé Liège, de intercommunale voor waterzuivering AIDE en het ziekenhuis Citadelle. Vanaf 1997 was hij voorzitter van de vereniging van lokale mandatarissen binnen de PSC.